# Långtarmen

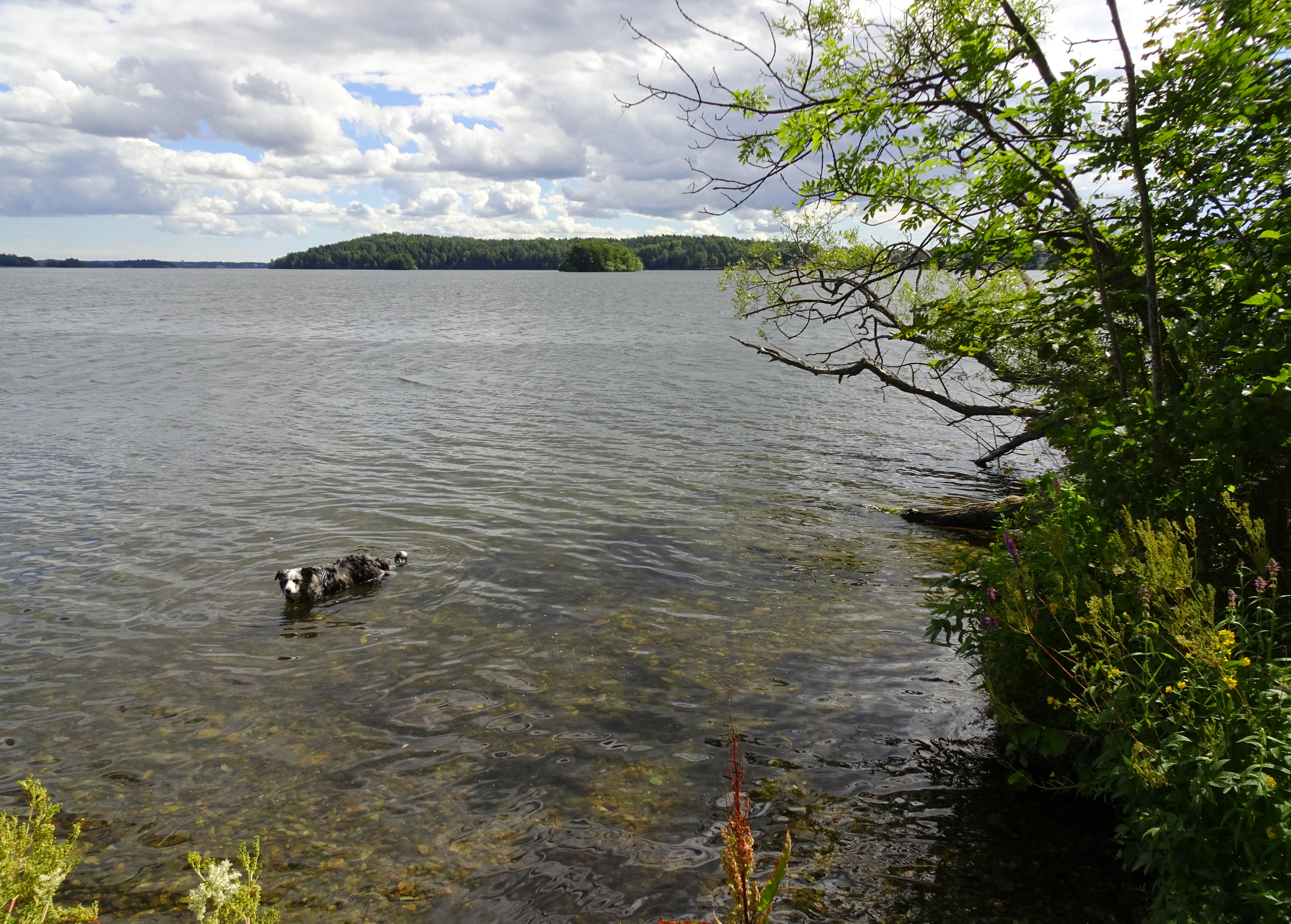
Långtarmen sedd från Huvududdens naturreservat, augusti 2016.

Långtarmen är en fjärd i Mälaren. Fjärden sträcker sig genom hela Ekerö kommun i Stockholms län. Namnet härrör från den långsträckta tarmliknande formen. I huvudsak utgör Långtarmen ett sund mellan Munsön-Ekerö i väst och Färingsö (Svartsjölandet) i öst.

## Beskrivning
Långtarmen är Mälarens längsta fjärd, den är ungefär 23 km lång och mellan 250 meter och 1 500 meter bred. I norr börjar den mellan Munsöns och Färingsös norra del, sedan sträcker den sig utmed hela Munsön, Kärsön vid Långtarmen och i en svag böj mot öster förbi Ekerön och slutar vid Tappström, för att sedan mynna ut i Fiskarfjärden. Mot Långtarmen på Färingsön ligger orten Stenhamra och mittemot på Ekerön finns Kärsö gård och Skytteholms gård. Vid Tappström ligger kommunens huvudort Ekerö med Ekerö centrum.